# 사디크 엘 피투리
사디크 엘 피투리(Sadiq El Fitouri, 1994년 10월 10일 ~ )는 리비아의 축구 선수이다. 현재는 체스터필드 소속으로 뛰고 있다.